# Alexandrite (cràter)
Alexandrite és un cràter sobre la superfície de (2867) Šteins, situat amb el sistema de coordenades planetocèntriques -7 ° de latitud nord i 20.7 ° de longitud est. Fa un diàmetre de 0.31 km. El nom va ser fet oficial per la UAI el nou de maig de 2012 i fa referència a l'alexandrita, una varietat de crisoberil que es mostra blanc, mostrant-se vermell si està il·luminat amb llum artificial i verd amb llum natural.